# The Kevin Ayers Collection
The Kevin Ayers Collection is het twaalfde album van de Britse progressieve-rockmusicus Kevin Ayers.
The Kevin Ayers Collection is een verzamelalbum, de nummers zijn allemaal afkomstig van eerder uitgegeven albums van Ayers.

## Tracklist
1. Lady Rachel (van het album Joy of a Toy )
2. May I? (van het album Joy of a Toy)
3. Puis-Je? (van de single)
4. Stranger in Blue Suede Shoes (van het album Whatevershebringswesing)
5. Carribean Moon (van de single)
6. Shouting in a Bucket Blues (van het album Bananamour)
7. After the Show
8. Didn't Feel Lonely till I Thought of You (van het album Dr. Dream)
9. Once Upon a Dream (van het album Sweet Deceiver)
10. City Waltz (van het album Sweet Deceiver)
11. Blue (van het album Yes We Have... )
12. Star (van het album Yes We Have... )
13. Blaming It All on Love (van het album Rainbow... )
14. Strange Song (van het album Rainbow... )
15. Miss Hanaga (van het album That's What... )
16. Money, Money, Money (van het album That's What... )